# (5324) Liapounov
(5324) Liapounov (nom international (5324) Lyapunov) est un astéroïde Amor découvert le 22 septembre 1987 par Lioudmila Karatchkina à l'observatoire d'astrophysique de Crimée.